# HD 18742 b
HD 18742 b, officiellement nommée Bagan, est une planète extrasolaire (exoplanète) confirmée, en orbite autour de l'étoile HD 18742, une sous-géante (classe de luminosité IV) jaune (type spectral G) située à une distance d'environ 135 parsecs du Soleil, dans la direction de la constellation australe de l'Éridan, à environ 03h 00m 10,66s d'ascension droite et −20° 48′ 09,4″ de déclinaison.
Détectée avec HIRES, le spectrographe échelle à haute résolution de l'observatoire W. M. Keck du Mauna Kea à Hawaï, sa découverte par la méthode des vitesses radiales a été annoncée en 2011.